# لوكا لا روزا
لوكا لا روزا هو لاعب كرة قدم إيطالي في مركز الوسط، ولد في 20 سبتمبر 1988 في أولبيا في إيطاليا.

## وصلات خارجية
- لوكا لا روزا على موقع قاعدة بيانات كرة القدم.إي يو (الإنجليزية)
- لوكا لا روزا على موقع Soccerway.com (الإنجليزية)
- لوكا لا روزا على موقع عالم كرة القدم.نت (الإنجليزية)